# Renung
Renung är en kommun i departementet Landes i regionen Nouvelle-Aquitaine i sydvästra Frankrike. Kommunen ligger i kantonen Aire-sur-l'Adour som tillhör arrondissementet Mont-de-Marsan. År 2022 hade Renung 490 invånare.

## Befolkningsutveckling
Antalet invånare i kommunen Renung
Referens:INSEE